# رافارينو
رافارينو (بالإيطالية: Ravarino)‏ هي بلدية في مقاطعة مودينا في إقليم إميليا رومانيا الإيطالي.

## السكان
في سنة 1861 بلغ عدد السكان 4٬046 نسمة، وتطور العدد ليصل في سنة 2011 لـ 6٬165 نسمة.
يظهر هذا المخطط البياني تطور النمو السكاني لـ رافارينو

## أعلام
- نيكوليتا مكيافيلي